# Куно II фон Фалкенщайн
Куно II (Конрад II) фон Фалкенщайн (на немски: Kuno II von Falkenstein (Konrad von Falkenstein); * ок. 1320; † 21 май 1388, замък Маус) от фамилията Фалкенщайн, е от 1362 до 1388 г. архиепископ и курфюрст на Трир.
Той е син на Филип IV фон Фалкенщайн († сл. 1328), господар на Мюнценберг, и третата му съпруга графиня Йохана фон Сарверден († сл. 1347), дъщеря на граф Йохан I фон Сарверден († 1310) и Фериата фон Лайнинген († 1314/1315).
Куно II фон Фалкенщайн е погребан в църквата „Св. Кастор“ в Кобленц.